# Kayoko Kishimoto
Kayoko Kishimoto (岸本加世子, Kishimoto Kayoko) és una actriu, escriptora i cantant nascuda el 29 de desembre de 1960 a Shizuoka, Japó.
Apareix a moltes pel·lícules del cineasta Takeshi Kitano, com ara HANA-BI, L'estiu d'en Kikujiro i Dolls. Va guanyar el premi a la millor actriu secundària dels 23è Premi de l'Acadèmia del Japó per L'estiu d'en Kikujiro.

## Biografia
El 1976 a un concert de Hideki Saijo al Yokohama Dreamland, Kishimoto va unir-se a l'agència de Saijo. Va debutar com a actriu l'any 1977 al drama de la TBS “Mu” i va destacar en papers de drames televisius, pel·lícules i anuncis comercials. També va començar a cantar. Va esdevenir una actriu seriosa de televisió i cinema, i ha guanyat diversos premis ben coneguts.
Kishimoto va guanyar popularitat al Japó actuant en anuncis als anys 80 per a marques com Fujifilm, Orient Finance o, juntament amb Sonny Chiba, per Toyota.
El 1997 començà a treballar amb el cineasta Takeshi Kitano, director amb qui ha seguit treballant fins al dia d'avui en diverses pel·lícules interpretant personatges amb personalitats complexes.

## Filmografia destacada
- HANA-BI (1997)
- L'estiu d'en Kikujiro (1999)
- Himitsu (1999)
- Dolls (2002)
- Takeshis' (2005)
- Glory to the Filmmaker!! (2007)[3]